# Cantonul Montreuil
Cantonul Montreuil este un canton din arondismentul Montreuil, departamentul Pas-de-Calais, regiunea Nord-Pas-de-Calais, Franța.

## Comune
| Comune                      | Populație (1999) | Cod poștal | Cod INSEE |
| --------------------------- | ---------------- | ---------- | --------- |
| Beaumerie-Saint-Martin      | 345              | 62170      | 62094     |
| La Calotterie               | 600              | 62170      | 62196     |
| Campigneulles-les-Grandes   | 274              | 62170      | 62206     |
| Campigneulles-les-Petites   | 563              | 62170      | 62207     |
| Cucq                        | 5.208            | 62780      | 62261     |
| Écuires                     | 789              | 62170      | 62289     |
| Lépine                      | 283              | 62170      | 62499     |
| La Madelaine-sous-Montreuil | 166              | 62170      | 62535     |
| Merlimont                   | 2.994            | 62155      | 62571     |
| Montreuil                   | 2.331            | 62170      | 62588     |
| Nempont-Saint-Firmin        | 196              | 62180      | 62602     |
| Neuville-sous-Montreuil     | 681              | 62170      | 62610     |
| Saint-Aubin                 | 234              | 62170      | 62742     |
| Saint-Josse-sur-Mer         | 1.170            | 62170      | 62752     |
| Sorrus                      | 600              | 62170      | 62799     |
| Le Touquet-Paris-Plage      | 5.438            | 62520      | 62826     |
| Wailly-Beaucamp             | 938              | 62170      | 62870     |